# Jack Charlton
Jack Charlton, all'anagrafe John Charlton (Ashington, 8 maggio 1935 – Ashington, 10 luglio 2020), è stato un calciatore e allenatore di calcio inglese, di ruolo difensore.

## Biografia
Era il figlio del minatore Robert "Bob" Charlton (1909–1982) e di Elizabeth Ellen "Cissie" Milburn (1912–1996).
Fratello di Bobby Charlton, insieme a lui si laureò campione del mondo nel 1966 con l'Inghilterra. Inoltre anche gli zii, George, Jack, Jim, Stan e Jackie Milburn furono tutti calciatori professionisti.
In qualità di allenatore della nazionale irlandese ha conseguito importanti traguardi, come la qualificazione al campionato europeo 1988, la partecipazione ai mondiali del 1990 e 1994, nonché l’imbattibilità’ negli scontri diretti contro i cugini dell’Inghilterra. Pur essendo un inglese è riuscito a diventare uno dei personaggi più importanti dello sport irlandese di sempre, ottenendo la cittadinanza ad honorem. Nel 1996 la Repubblica d'Irlanda gli ha conferito la cittadinanza onoraria irlandese, onore conferito raramente, in onore dei successi da lui ottenuti alla guida della nazionale dell'Isola di Smeraldo.
È morto il 10 luglio 2020 dopo una lunga malattia (demenza senile e, quindi, linfoma), ad 85 anni.

## Carriera

### Calciatore

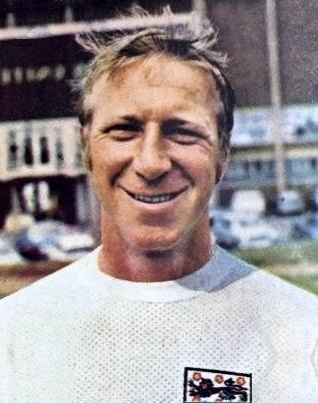
Jack Charlton con la maglia della nazionale inglese nel 1970

Jack Charlton era il fratello maggiore di Bobby Charlton, che si unì al Manchester United da giovane quando Jack Charlton prestava ancora servizio nell'esercito britannico. Per molti anni Jack è stato messo in ombra dal suo talentuoso fratello, ma si è unito al Leeds United dopo aver prestato servizio nell'esercito e nella polizia. Rimase fedele a questo club fino alla fine della sua carriera. Il Leeds giocava ancora nelle serie inferiori negli anni '50 e all'inizio degli anni '60 mentre il fratello Bobby Charlton era già internazionale. Nel 1957 e 1964 il Leeds è salito nella First Division. Ha debuttato con l'Inghilterra nel 1965, all'età di 30 anni, sotto la guida dell'allenatore Alf Ramsey. Un anno dopo fece parte della squadra che vinse la Coppa del Mondo del 1966 contro la Germania.
Nel 1967 è stato votato Calciatore dell'anno in Inghilterra, succedendo al fratello Bobby. Ai Mondiali del 1970 in Messico fece di nuovo parte della rosa dei campioni in carica, ma all'età di 35 anni non era più un titolare. In questo torneo ha giocato la sua 35ª e ultima partita internazionale nel match della fase a gironi contro la Cecoslovacchia. Dopo numerosi tentativi e alcune sconfitte finali, Jack Charlton riuscì finalmente a vincere la Coppa d'Inghilterra con il Leeds nel 1972. Si ritirò a 38 anni nel 1973 dopo 773 partite con il Leeds.

### Allenatore
Subito dopo la sua carriera da giocatore, è diventato allenatore del club di Second Division inglese del Middlesbrough FC. Alla fine della prima stagione è stato votato Manager dell'anno, un onore mai ottenuto prima di allora da un manager di un club non di Premier League. Rimase allenatore del Middlesbrough fino al 1977. Successivamente fu discusso come il nuovo allenatore della nazionale inglese, ma non fu scelto e divenne allenatore dello Sheffield Wednesday. All'inizio degli anni '80, dopo un lavoro non di grande successo al Newcastle United, inizialmente si ritirò dall'attività di allenatore, ma poi rilevò la nazionale di calcio irlandese in maniera del tutto sorprendente, che fino ad allora aveva rappresentato solo la media in una sfida a livello europeo. Ciò doveva cambiare sotto Jack Charlton.
Il primo grande successo fu la qualificazione agli Europei di calcio del 1988 in Germania Ovest. Nella primissima partita del girone, la sua squadra ha sconfitto i grandi rivali dell'Inghilterra per 1-0, il che ha reso Charlton una figura di culto in Irlanda. L'Irlanda è stata sfortunata ad essere eliminata nell'ultima giornata del turno preliminare contro i futuri campioni d'Europa dell'Olanda dopo aver subito un gol nel finale da una sospetta posizione di fuorigioco, ma due anni dopo è stata in grado di qualificarsi per la prima volta a un Coppa del Mondo di calcio.

## Statistiche

### Cronologia presenze e reti in nazionale
| Cronologia completa delle presenze e delle reti in nazionale ― Inghilterra | Cronologia completa delle presenze e delle reti in nazionale ― Inghilterra | Cronologia completa delle presenze e delle reti in nazionale ― Inghilterra | Cronologia completa delle presenze e delle reti in nazionale ― Inghilterra | Cronologia completa delle presenze e delle reti in nazionale ― Inghilterra | Cronologia completa delle presenze e delle reti in nazionale ― Inghilterra | Cronologia completa delle presenze e delle reti in nazionale ― Inghilterra | Cronologia completa delle presenze e delle reti in nazionale ― Inghilterra |
| Data                                                                       | Città                                                                      | In casa                                                                    | Risultato                                                                  | Ospiti                                                                     | Competizione                                                               | Reti                                                                       | Note                                                                       |
| -------------------------------------------------------------------------- | -------------------------------------------------------------------------- | -------------------------------------------------------------------------- | -------------------------------------------------------------------------- | -------------------------------------------------------------------------- | -------------------------------------------------------------------------- | -------------------------------------------------------------------------- | -------------------------------------------------------------------------- |
| 10-4-1965                                                                  | Londra                                                                     | Inghilterra                                                                | 2 – 2                                                                      | Scozia                                                                     | Torneo Interbritannico 1964                                                | -                                                                          |                                                                            |
| 5-5-1965                                                                   | Londra                                                                     | Inghilterra                                                                | 1 – 0                                                                      | Ungheria                                                                   | Amichevole                                                                 | -                                                                          |                                                                            |
| 9-5-1965                                                                   | Belgrado                                                                   | Jugoslavia                                                                 | 1 – 1                                                                      | Inghilterra                                                                | Amichevole                                                                 | -                                                                          |                                                                            |
| 12-5-1965                                                                  | Norimberga                                                                 | Germania Ovest                                                             | 0 – 1                                                                      | Inghilterra                                                                | Amichevole                                                                 | -                                                                          |                                                                            |
| 16-5-1965                                                                  | Göteborg                                                                   | Svezia                                                                     | 1 – 2                                                                      | Inghilterra                                                                | Amichevole                                                                 | -                                                                          |                                                                            |
| 2-10-1965                                                                  | Cardiff                                                                    | Galles                                                                     | 0 – 0                                                                      | Inghilterra                                                                | Torneo Interbritannico 1965                                                | -                                                                          |                                                                            |
| 20-10-1965                                                                 | Londra                                                                     | Inghilterra                                                                | 2 – 3                                                                      | Austria                                                                    | Amichevole                                                                 | -                                                                          |                                                                            |
| 10-11-1965                                                                 | Londra                                                                     | Inghilterra                                                                | 2 – 1                                                                      | Irlanda del Nord                                                           | Torneo Interbritannico 1965                                                | -                                                                          |                                                                            |
| 8-12-1965                                                                  | Madrid                                                                     | Spagna                                                                     | 0 – 2                                                                      | Inghilterra                                                                | Amichevole                                                                 | -                                                                          |                                                                            |
| 5-1-1966                                                                   | Liverpool                                                                  | Inghilterra                                                                | 1 – 1                                                                      | Polonia                                                                    | Amichevole                                                                 | -                                                                          |                                                                            |
| 23-2-1966                                                                  | Londra                                                                     | Inghilterra                                                                | 1 – 0                                                                      | Germania Ovest                                                             | Amichevole                                                                 | -                                                                          |                                                                            |
| 2-4-1966                                                                   | Glasgow                                                                    | Scozia                                                                     | 3 – 4                                                                      | Inghilterra                                                                | Torneo Interbritannico 1965                                                | -                                                                          |                                                                            |
| 4-5-1966                                                                   | Londra                                                                     | Inghilterra                                                                | 2 – 0                                                                      | Jugoslavia                                                                 | Amichevole                                                                 | -                                                                          |                                                                            |
| 26-6-1966                                                                  | Helsinki                                                                   | Finlandia                                                                  | 0 – 3                                                                      | Inghilterra                                                                | Amichevole                                                                 | 1                                                                          |                                                                            |
| 3-7-1966                                                                   | Copenaghen                                                                 | Danimarca                                                                  | 0 – 2                                                                      | Inghilterra                                                                | Amichevole                                                                 | 1                                                                          |                                                                            |
| 5-7-1966                                                                   | Chorzów                                                                    | Polonia                                                                    | 0 – 1                                                                      | Inghilterra                                                                | Amichevole                                                                 | -                                                                          |                                                                            |
| 11-7-1966                                                                  | Londra                                                                     | Inghilterra                                                                | 0 – 0                                                                      | Uruguay                                                                    | Mondiali 1966 - 1º turno                                                   | -                                                                          |                                                                            |
| 16-7-1966                                                                  | Londra                                                                     | Inghilterra                                                                | 2 – 0                                                                      | Messico                                                                    | Mondiali 1966 - 1º turno                                                   | -                                                                          |                                                                            |
| 20-7-1966                                                                  | Londra                                                                     | Inghilterra                                                                | 2 – 0                                                                      | Francia                                                                    | Mondiali 1966 - 1º turno                                                   | -                                                                          |                                                                            |
| 23-7-1966                                                                  | Londra                                                                     | Inghilterra                                                                | 1 – 0                                                                      | Argentina                                                                  | Mondiali 1966 - Quarti di finale                                           | -                                                                          |                                                                            |
| 26-7-1966                                                                  | Londra                                                                     | Inghilterra                                                                | 2 – 1                                                                      | Portogallo                                                                 | Mondiali 1966 - Semifinale                                                 | -                                                                          |                                                                            |
| 30-7-1966                                                                  | Londra                                                                     | Inghilterra                                                                | 4 – 2                                                                      | Germania Ovest                                                             | Mondiali 1966 - Finale                                                     | -                                                                          |                                                                            |
| 22-10-1966                                                                 | Belfast                                                                    | Irlanda del Nord                                                           | 0 – 2                                                                      | Inghilterra                                                                | Qual. Euro 1968                                                            | -                                                                          |                                                                            |
| 2-11-1966                                                                  | Londra                                                                     | Inghilterra                                                                | 0 – 0                                                                      | Cecoslovacchia                                                             | Amichevole                                                                 | -                                                                          |                                                                            |
| 16-11-1966                                                                 | Londra                                                                     | Inghilterra                                                                | 5 – 1                                                                      | Galles                                                                     | Qual. Euro 1968                                                            | 1                                                                          |                                                                            |
| 15-4-1967                                                                  | Londra                                                                     | Inghilterra                                                                | 2 – 3                                                                      | Scozia                                                                     | Qual. Euro 1968                                                            | 1                                                                          |                                                                            |
| 15-1-1969                                                                  | Londra                                                                     | Inghilterra                                                                | 1 – 1                                                                      | Romania                                                                    | Amichevole                                                                 | 1                                                                          |                                                                            |
| 12-3-1969                                                                  | Londra                                                                     | Inghilterra                                                                | 5 – 0                                                                      | Francia                                                                    | Amichevole                                                                 | -                                                                          |                                                                            |
| 7-5-1969                                                                   | Londra                                                                     | Inghilterra                                                                | 2 – 1                                                                      | Galles                                                                     | Torneo Interbritannico 1969                                                | -                                                                          |                                                                            |
| 5-11-1969                                                                  | Amsterdam                                                                  | Paesi Bassi                                                                | 0 – 1                                                                      | Inghilterra                                                                | Amichevole                                                                 | -                                                                          |                                                                            |
| 10-12-1969                                                                 | Londra                                                                     | Inghilterra                                                                | 1 – 0                                                                      | Portogallo                                                                 | Amichevole                                                                 | 1                                                                          |                                                                            |
| 14-1-1970                                                                  | Londra                                                                     | Inghilterra                                                                | 0 – 0                                                                      | Paesi Bassi                                                                | Amichevole                                                                 | -                                                                          |                                                                            |
| 11-6-1970                                                                  | Guadalajara                                                                | Cecoslovacchia                                                             | 0 – 1                                                                      | Inghilterra                                                                | Mondiali 1970 - 1º turno                                                   | -                                                                          |                                                                            |
| Totale                                                                     |                                                                            | Presenze                                                                   | 35                                                                         |                                                                            | Reti                                                                       | 6                                                                          |                                                                            |

## Palmarès

### Club

#### Competizioni nazionali
- Campionato inglese di seconda divisione: 1

Leeds: 1963-1964
- Campionato inglese: 1

Leeds: 1968-1969
- Coppa d'Inghilterra: 1

Leeds: 1971-1972
- Coppa di Lega inglese: 1

Leeds: 1967-1968
- Charity Shield: 1

Leeds: 1969

#### Competizioni internazionali
- Coppa delle Fiere: 2

Leeds: 1967-1968, 1970-1971

### Nazionale
- Campionato mondiale: 1

1966

### Individuale
- Giocatore dell'anno della FWA: 1

1967

## Altre attività
Charlton fu un noto appassionato di pesca sportiva e nel 1985 concesse la sua immagine al videogioco di pesca Jack Charlton's Match Fishing. Nel 1994 gli è stata dedicata una statua di bronzo situata nell'Aeroporto di Cork, che lo raffigura seduto su una panchina, in tenuta da pesca e con un salmone in mano.